# Caraz

A cidade peruana de Caraz é a capital da Província de Huaylas, situada no Departamento de Ancash, pertencente a Região de Ancash, Peru.